# Alejandro Torres
Alejandro William Torres Suárez (Cochabamba, 19 de marzo de 1998) es un futbolista boliviano. Juega como guardameta en el Club The Strongest de la Primera División de Bolivia.

## Trayectoria
Torres comenzó su carrera en las categorías inferiores de Jorge Wilstermann y ganó campeonatos nacionales con la selección de Cochabamba de las ligas menores. A los 16 años se mudó a Barcelona, España para entrenar en la Fundación de fútbol de alto rendimiento Marcet, donde ganó el Campeonato del Villareal CF y obtuvo segundo lugar en la Copa internacional Olivedo. Durante su tiempo en Marcet, Alejandro fue muchas veces reconocido como jugador destacado y de promesa.
A los 17 años fue fichado por el Sabadell en la categoría juvenil División de Honor y al año siguiente fue convocado para la preselección Boliviana Sub-20. Luego de entrenar por 3 meses en con el equipo de Los Angeles Galaxy.
En 2019 fue presentado como jugador del Club Aurora de Bolivia. Permaneció en dicho club hasta diciembre de 2020. Disputó 2 encuentros como titular con el equipo cochabambino.
A mediados de 2021 fue presentado como nuevo jugador del Real Tomayapo de Bolivia. Hizo su debut el 23 de noviembre en la victoria 3-0 sobre Nacional Potosí. Disputó 4 encuentros con el equipo tarijeño.
A finales de 2021 fue presentado como nuevo jugador del Club Atlético Palmaflor de Bolivia para la temporada 2022. Hizo su debut el 19 de febrero en la victoria 2-1 sobre Club Aurora por la fecha 3 del Torneo Apertura 2022. Disputó 23 encuentros con el equipo cochabambino.
En enero de 2023 arregló con Club Real Santa Cruz de Bolivia. Hizo su debut el 6 de febrero en la victoria 2-1 sobre su ex equipo Palmaflor. Disputó 29 encuentros con el equipo cruceño.
El 6 de enero de 2024 fue anunciado como nuevo jugador de Oriente Petrolero.

## Selección nacional
Fue internacional con la Selección boliviana Sub-20.

## Clubes
| Club               | País    | Año         |
| ------------------ | ------- | ----------- |
| Sabadell           | España  | 2017 - 2018 |
| Aurora             | Bolivia | 2019 - 2020 |
| Real Tomayapo      | Bolivia | 2021        |
| Atlético Palmaflor | Bolivia | 2022        |
| Real Santa Cruz    | Bolivia | 2023        |
| Oriente Petrolero  | Bolivia | 2024        |